# Đội tuyển Davis Cup Jordan
Đội tuyển Davis Cup Jordan đại diện Jordan ở giải đấu quần vợt Davis Cup và được quản lý bởi Liên đoàn quần vợt Jordan.
Jordan hiện tại thi đấu ở Nhóm IV khu vực châu Á/Thái Bình Dương. Họ thi đấu ở Nhóm II từ 1989 đến 1993, nhưng chưa bao giờ vượt qua được vòng Một.

## Lịch sử
Jordan lần đầu tiên tham gia Davis Cup vào năm 1989.

## Đội hình hiện tại
- Hamzeh fayez al-aswad
- Seif Adas
- Mousa Alkotop
- ahmad al hadid